# Seleucia (geslacht)
Seleucia is een geslacht van vlinders van de familie snuitmotten (Pyralidae).

## Soorten
- S. karsholti Vives, 1995
- S. pectinella (Chretien, 1911)
- S. semirosella Ragonot, 1887